# Giverny
Giverny är en liten ort i Normandie i Frankrike. Den är belägen ca 75 km nordväst om Paris på Seines högra strand. Den har 448 invånare (2022) och är mest känd för att den franske impressionistiske konstnären Claude Monet skaffade sig ett hus och utförde ett stort antal av sina konstverk där. I Giverny finns i dag ett Monetmuseum.

## Befolkningsutveckling
Antalet invånare i kommunen Giverny
Referens:INSEE

## Galleri

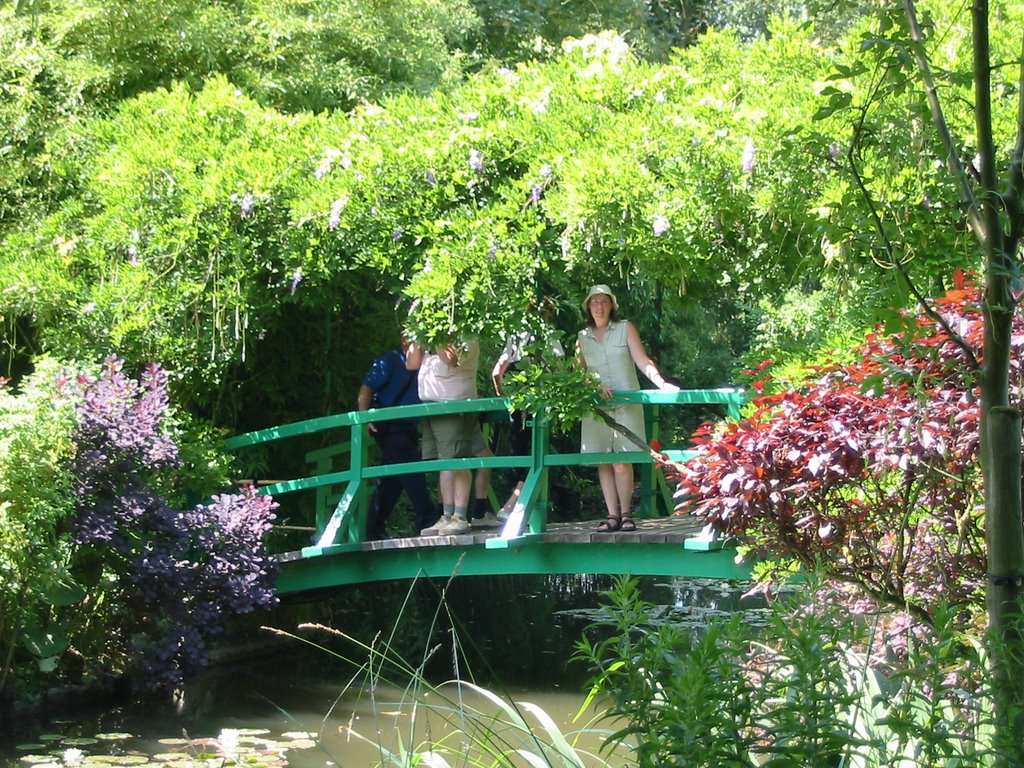
Bro i Givernys trädgård
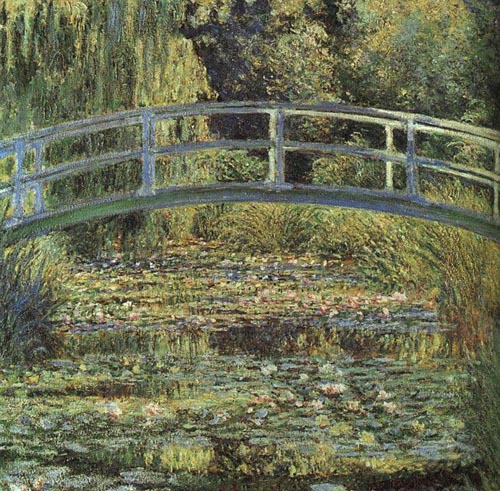
Samma bro målad av Monet
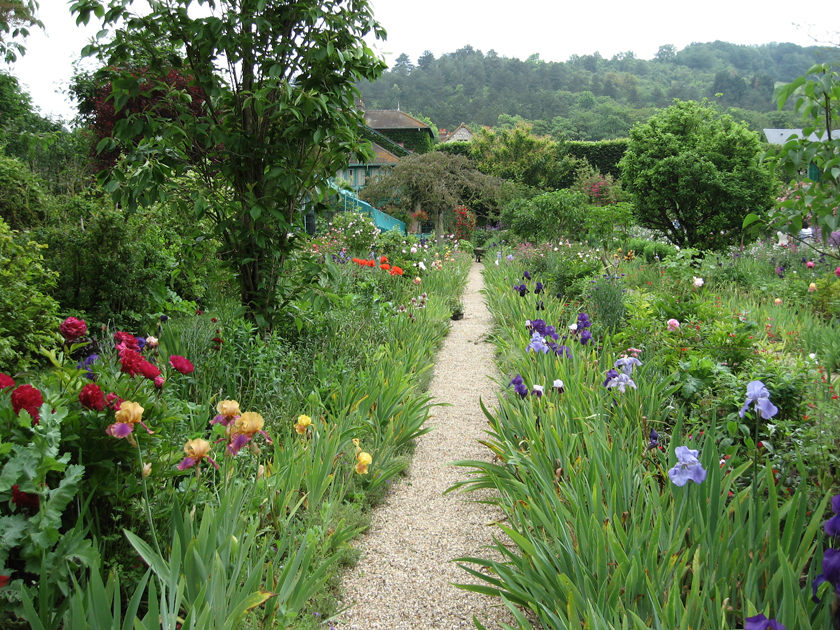